# Rock Dis Funky Joint
Rock Dis Funky Joint – trzeci singel amerykańskiej grupy hip-hopowej Poor Righteous Teachers wydany w 1990 roku nakładem wytwórni Profile Records. Wydawnictwo zadebiutowało na 17. miejscu notowania Hot R&B/Hip-Hop Songs i 4. miejscu listy Hot Rap Tracks. Utwór został wyprodukowany przez Tony'ego D i znalazł się na albumie Holy Intellect.

## Lista utworów
Strona A
1. Rock Dis Funky Joint (On Fire Remix) - 5;27
2. Rock Dis Funky Joint (On Fire Instrumental) - 5:22

Strona B
1. Rock Dis Funky Joint (Album Version) - 5:12
2. Rock Dis Funky Joint (Radio Edit) - 4:20
3. Rock Dis Funky Joint (Midnight Croon) - 3:33

## Użyte sample
- Slippin' Into Darkness" w wykonaniu War.

## Notowania
| Rok  | Utwór                  | Hot R&B | Hot Rap |
| ---- | ---------------------- | ------- | ------- |
| 1990 | "Rock Dis Funky Joint" | 17      | 4       |